# Sten-Åke Tärnlund
Sten-Åke Tärnlund, född 16 juli 1941, var tidigare professor i datavetenskap vid Uppsala universitet. Hans forskning var huvudsakligen inriktad mot logikprogrammering.